# Полутино (Рязанская область)
Полу́тино — деревня в Касимовском районе Рязанской области. Входит в Которовское сельское поселение.
Расположена в 14-15 км к востоку от Касимова.
| 2010 |
| ---- |
| 131  |

## История
По дореволюционному административному делению д. Полутино относилось к Мало-Кусморской волости Елатомского уезда Тамбовской губернии.
По ревизии 1762 г. деревня принадлежала Мавре Анисимовне Даниловской жене Чевкиной.
В конце XVIII — начале XIX в. крестьяне принадлежали незамужней Наталье Ивановне Нарышкиной, наряду с соседними селениями Лазарево и Новая Деревня.